# Sulfonsyra

Sulfonsyragruppens strukturformel.

Sulfonsyror är organiska syror som innehåller en sulfongrupp (SO2) med en vidhängande hydroxigrupp (OH). Syrans salter och estrar kallas sulfonater.

## Sulfonsyra
Sulfonsyra (HSO2OH) är en tautomer av svavelsyrlighet (H2SO3) och är ett specialfall bland sulfonsyrorna genom att den inte innehåller någon alkyl- eller arylgrupp, utan bara en ensam väteatom. Den är energimässigt ofördelaktig och omvandlas snabbt till svavelsyrlighet, men om väteatomen ersätts med en kolväte-kedja bildas ett stabilt Sulfonsyra-derivat.

## Sulfonsyror
Sulfonsyror är ett samlingsnamn för kolväten som innehåller en sulfonsyragrupp. De är vanligtvis starkare än sina motsvarande karboxylsyror. De har den unika egenskapen att de skapar starka bindningar till proteiner och kolhydrater. Det gör att de flesta 'tvättäkta' färgämnen är sulfonsyror eller innehåller en sulfongrupp.